# Cratere Das
Das è un cratere lunare di 35,95 km situato nella parte sud-orientale della faccia nascosta della Luna, a nord-est del cratere irregolare Mariotte e a ovest-sud-ovest del cratere Von der Pahlen.
Das ha un bordo affilato, non danneggiato da crateri degni di nota. La forma è approssimativamente circolare, con dei rigonfiamenti verso ovest e nord-ovest. Le pendici interne, molto ripide vicino al bordo, mostrano segni di crolli in direzione dell'accidentato pianoro interno.
Questo cratere è il centro di una modesta raggiera. Il materiale proiettato, di albedo relativamente alta, ha una forma irregolare, estendendosi maggiormente verso nord-ovest, mentre nelle altre direzioni ha un'estensione di circa due diametri. Verso est-sud-est la raggiera di Das si sovrappone ad un'altra vicina.
Il cratere è dedicato all'astronomo indiano Anil Kumar Das.

## Crateri correlati
Alcuni crateri minori situati in prossimità di Das sono convenzionalmente identificati, sulle mappe lunari, attraverso una lettera associata al nome.
| Das | Coordinate       | Diametro (in km) |
| --- | ---------------- | ---------------- |
| G   | 26°51′S 135°30′W | 29,8             |